# فيروزبور
فيروزپور (بالبنغالية: পিরোজপুর) هي إحدى مُديريَّات بنغلاديش. تقع في محافظة باريسال جنوب غرب البلاد. يُعتقد أنَّ هذه الناحية سُميت نسبةً إلى «فيروزشاه» بن شاهشُجاع صوبدار البنغال خلال العصر المغولي، الذي توفي فيها، ومع مُرور الوقت حُرِّف اللفظ بلسان الأهالي، فعُرفت المنطقة بـ«پيروزپور» ثُمَّ حُرِّف أكثر فصار «پيروج‌پور».
تحدُّها مُديريَّتا باريسال و«گوپال‌گنج» شمالًا، ومُديريَّة «برگُنا» جنوبًا، ومُديريَّتا «جھلکاتي» و«برگُنا» شرقًا، و«باغرهات» و«السندربن» غربًا. يغلب الإسلام على أهالي هذه البلاد، ومنهم أقليَّة كبيرة هندوسيَّة، ويصل عدد المساجد إلى 3,087 مسجد، بينما يصل عدد المعابد إلى 1,051 معبد.